# Stulno (przystanek kolejowy)
Stulno – przystanek osobowy we wsi Stulno na linii kolejowej nr 81, w województwie lubelskim, w Polsce. Znajduje się tutaj jeden jednokrawędziowy peron.

## Ruch pasażerski
| Rok  | Wymiana pasażerska na dobę |
| ---- | -------------------------- |
| 2017 | 0-9                        |
| 2022 | 0-9                        |